# 리알토 다리
리알토 다리(이탈리아어: Ponte di Rialto, 베네토어: Ponte de Rialto)는 이탈리아 베네치아에 있는 카날 그란데를 연결하는 다리 네 개중 가장 오래된 다리이다. 산마르코 세스티에레 (지구)와 산폴로 세스티에레를 연결하는 이 다리는 12세기에 부교로 처음 지어진 이래로 여러 차례 재건되었으며, 오늘날 베네치아의 주요 관광지 중 하나이다.

## 같이 보기
- 베키오 다리
- 풀트니 교